# GEARS of DRAGOON 迷宮のウロボロス
『GEARS of DRAGOON 迷宮のウロボロス』(ギアーズ オブ ドラグーン めいきゅうのウロボロス)は、2013年1月25日にninetailから発売された18禁3DダンジョンRPGである。

## 概要
ninetailブランドの第四作目。
マシーナクロニクルシリーズの第六作目であり、前作『遠望のフェルシス』のMC30年から八年後のMC38年が舞台。
ninetail作品としては初めてロウルートとカオスルートの二つの分岐がある。

## ストーリー
威竜レヴィアタンの遺骸から生まれた南海の新大陸「エリュシオン」。危険な魔物が闊歩する土地でありながら、膨大なエネルギーを持つとされる秘宝「竜秘玉」があるとされ、一攫千金の夢を持った冒険者達が集まっていた。
主人公ラディウス・カーロは、難病の妹の治療費を稼ぐために仲間と共に新大陸に足を踏み入れた。
しかし謎の人型の魔物や、傷の剣士など正体不明の敵が彼の前には立ちはだかっていた。

## 登場人物
ラディウス・カーロ(Radius Caro)
声：いしる太郎(戦闘時のみ)
身長：183cm、種族：ヒューマン、職業：剣士(ブレイダー)、所属：サクシード、属性：風
本編の主人公。愛称はラディ。素早い斬撃と風属性を得意とする。嫌な予感を鼻で感じ取り、勘がよい。二年前にファルコとステラに拾われる以前の記憶を失っており、失われた記憶の話をすると頭痛がする。
実はベスティアによって改造された唯一の人造ドゥルガーであり、コードネームは「ゲイル」。かつてファルコ、グイード、ミーナと共に教会で孤児として過ごしていたが、グイード、ミーナと共にベスティアの改造施設に連れていかれる。その後改造により初の人造ドゥルガーとなるが、力を暴走させた結果、兄グイードを殺しかけたことによって記憶と力を失い、海に落ちてファルコとステラに拾われる。
ドラグナムは「ゼファーズフィルド」。周囲の生物・非生物のエネルギーを風を操って吸収・利用する、風のドラグナム。
フィルア・エルピス(Philia Elpis)
声：東かりん
身長：161cm(B85/W58/H86)、種族：ヒューマン、職業：騎士(ナイト)、所属：アベスターグ、属性：光
他者を守りたいという思いが人一倍強い少女。白銀のオーラで守備を固める「銀輝装(ワルキューレ)」という力を使うため、騎士でありながら、軽装である。ある仕事でラディウスと一緒になってから、行動を共にすることが多くなった。
実は人間化した元デア・マシーナ。ただのデア・マシーナではなく、対ドゥルガー用の「デュナミス・システム」を搭載した兵器。秘石「虚竜の慟哭」の融合能力の使い、周囲の物質を吸収、融合し、武装化する。ドゥルガーやルドラの持つ邪竜因子に反応し、反応が消えるまで執拗に攻撃を続ける。人道的見地から実戦投入が見送られ、アルマに引き取られた後に、人間化する。
人間化した後はデュナミスの一部が銀輝装となり、デュナミス自体は失われたと思われていた。しかし、ステラの虚竜の慟哭との共鳴、更にドゥルガーであるラディウス、シータの近くにいたことで、デュナミスの機能が戻りつつある。
ステラ・カーロ(Stela Caro)
声：咲ゆたか
身長：153cm(B77/W55/H79)、種族：デア・マシーナ、職業：銃士(ガンナー)、所属：サクシード、属性：炎
ラディウスの義理の妹。一ヶ月周期で苦痛を伴うデア・マシーナ特有の病を患っている。そのため生身の人間になる機能も失われている。治療法は存在するが、膨大な治療費がかかるため、その治療費を稼ぐのがラディウス達の目的である。
実は虚竜の慟哭を搭載した特殊なデア・マシーナ。秘石の力が暴走しないようにリミッターがつけられていたが、そのリミッターが不十分だったため、一ヶ月周期で発作を起こすようになってしまった。
彼女が作られた本当の理由は、虚竜の慟哭と竜秘玉を融合させることで、竜秘玉を制御可能なユニットを作り出すこと。ただしその際、保護されるのは秘石部分だけで、他の部分、つまり身体は崩壊してしまう。
シータ・ラトレイア(Sheeta Latreia)
声：桃也みなみ
身長：148cm(B71/W53/H74)、種族：ドラゴンレイス、職業：術士(キャスター)、所属：サクシード、属性：雷
ラディウスのことをゲイルと呼び、彼の伴侶を名乗る謎の少女。極めて攻撃的な竜奏を使うことができる。思考が一般人とズレており、ラディウスがいれば後はどうでもいいと思っている節がある。
その正体はベスティアのドゥルガー。ドゥルガーとしての真の名は「ヴァジュラ」。彼女が使っているのは竜奏のように見せかけた術式である。機神大戦後に生まれた唯一の固体であり、食人欲を持たず、ドラグナムも使えないため、半人前扱いされている。他のドゥルガーが仲間を必要としない存在のため、仲間を求めて人造ドゥルガーとなったラディウスの教育係となった。
カオスルートの終盤で目覚めるドラグナムは「トリスアギオン」。失われた臓器などを新しく作ることで致命傷をも治すことができる、創造のドラグラム。
エレンディア・ヴェイト(Elendia Veilt)
声：くわがたみほ
身長：173cm(B89/W60/H88)、種族：エルフ、職業：修道士(モンク)、所属：ハーミット、属性：水
ラドネア王国出身の女性。愛称はエレン。回復と格闘術に長けている。ステラの主治医ともいえる存在で姉さんと呼ばれ慕われている。数年以内に海に沈んでしまうラドネア王国の出身で、故郷を救うために竜秘玉を探している。
故郷のためとはいえ、自身を姉のように慕っているステラを犠牲にすることを悩んでいる。
ファルコ・カーロ(Falco Caro)
声：錫宮那由太
身長：186cm、種族：ヒューマン、職業：傭兵(バウンサー)、所属：サクシード、属性：土
ラディウスとステラの兄でサクシードのリーダー。熟練の冒険者でラディウスに様々な技や心構えなどを教えている。ある事件を五体満足で生き延びたことから不死身のファルコの異名を持つ。
ファリドゥーンのB級構成員。ベスティアにさらわれた弟妹を探していたが、妹ミーナがヴァナラに改造され、彼女をファリドゥーンに殺された過去を持つ。このことからファリドゥーンの正義に疑問を感じるようになり、ファリドゥーンから距離を置くようになった。
ルーチェ・ロア(Luce Roar)
声：大波こなみ
身長：146cm(B77/W53/H76)、種族：ホーン、職業：戦士(ファイター)、所属：アベスターグ、属性：炎
ミシュテア高地国家出身の少女。長身痩躯が多いホーンでありながら背が低いことがコンプレックス。ただし戦士としての実力は十分ある。親友との約束を果たすため、ドラグーンシステムの大戦斧「バルディール」の完成を目指している。
ファリドゥーンのB級構成員でもあり、ベスティアに対しては異常なほどの敵愾心を持つ。
ジルヴェット・マガニャン
声：榊木春乃
身長：164cm(B91/W59/H86)、種族：セラフィ、職業：神官(プリースト)、所属：アベスターグ、属性：光
アベスターグのマリーシア支部の支部長。回復と術式に長けている。普段は真面目なのだが、気に入った相手の前では甘い声を出し、積極的にアピールするようになる。
ファリドゥーンのB級構成員。かつてファリドゥーンの構成員だった両親を目の前でベスティアに殺されたという過去を持つ。
前作「遠望のフェルシス」に登場したソシエ・マガニャンの妹。
コンラッド・D・マッコイ(Conrad Do Mccoy)
声：芦久比剥巳
身長：175cm、種族：ヒューマン、職業：斥候(スカウト)、所属：ハーミット、属性：雷
龍国出身の冒険者。愛称はコンラッド、もしくはコンD(コンドゥ)。飛行機械に憧れを持ち、いつか空を飛ぶことを夢みている。ある事件以降、ラディウスのことをアニキと呼び、慕っている。
シズナ・キザキ(木崎 静菜)
声：御苑生メイ
身長：158cm(B80/W58/H84)、種族：ヒューマン、職業：侍(サムライ)、所属：ハーミット、属性：風
龍国出身の冒険者。神崎流抜刀術という剣術を扱う。同じ龍国出身のコンラッドや弥勒と仲がよく、一緒に行動していることが多い。
異能と呼ばれる龍国特有の力の持ち主で、植物を操ることができる。ただし本人はこの力を完全に制御しきれていない。
カウラ・アハメス(Kaure Ahames)
声：ももぞの薫
身長：170cm(B94/W59/H87)、種族：ヒューマン、職業：魔女(ウィッチ)、所属：娼館『エデン』、属性：闇
娼館エデンの女主人。ある事件からラディウスに助けられて以来、ラディウスのことを店に誘うようになる。信神深い一面も持ち合わせている。
ベスティアの構成員でルドラ。ベスティアだった両親をファリドゥーンによって殺された過去を持つ。死が救いであるという考えの持ち主。ルドラとしての姿はアルラウネ。香によってヴァナラなどを操ることができる。
弥勒(みろく)
声：森野ハイジ
身長：167cm(B87/W60/H86)、種族：ヒューマン、職業：忍者(ニンジャ)、所属：娼館『エデン』、属性：闇
エデンの用心棒。龍国出身で影を操ることができる。かつてシズナに挑んだが敗れたことがある。それ以来シズナに対して友情以上の感情を抱いており、いつか自分のものにしようとしている。
ベスティアの構成員でルドラ。ルドラとしての姿はアラクネであり、糸から相手の力を奪うことができる。
マリア・ケイプ(Maria Cape)
声：渋谷ひめ
身長：157cm(B82/W58/H84)、種族：ヒューマン、職業：村人(ファウスト)、所属：娼館『エデン』、属性：闇
盗賊にさらわれていたのをラディウス達に助けられた村娘。生きることを諦めていたがラディウス達に助けられたことで生きる気力がわいた。その後、エデンに奉公人として来ることになった。
実はベスティアの改造手術を受けており、悪霊を操るルドラとなっていた。
チャールズ・クライス(Charles Kreis)
声：中田樹ユロヒカ
身長：185cm、種族：エルフ、職業：市長、種族：マリーシア市、所属：マリーシア市、属性：土
マリーシア市の市長。マリーシアの福祉政策を進めている。左腕が義手。
その正体はベスティアのドゥルガー。ドゥルガーとしての真名は「カウノダキ」。人間を下等な存在と見下している。左腕は機神大戦の時に人間にやられたもの。
ドラグナムは対象を悪性変異させる「グニタヘイズ」。
アイゼン・フローベルガー(Eisen Froberger)
声：星一人
身長：221cm、種族：ジャイアント、職業：副市長、所属：マリーシア市
マリーシア市の副市長。都市防衛の要であり、海神アイゼンの異名を持つ実力者。冒険者を嫌っているように見えるが、実際には冒険者のことを心配している節もある。福祉に力を入れるべきだというチャールズに対し、防衛に力を入れるべきだという考えをもっているため、チャールズとの間で意見の衝突がたびたびある。プレシャスの常連で、時々店の手伝いなどもしている。ジャスミンのことを娘のように思っている。
ジャスミン・クルーガー(Jasmine Kruger)
声：有賀桃
身長：156cm(B82/W56/H80)、種族：リクス、職業：踊子(ソードダンサー)、所属：マリーシア市、属性：土
ラディウス達が泊まっている宿兼酒場「プレシャス」の女店主。昼はクエストの斡旋や管理、夜は酒場を切り盛りしているやり手の商売人。アイゼンのことを父親のように慕っている。
アルマ・レイクランド(Alma Lakeland)
声：花南
身長：156cm(B89/W58/H85)、種族：ドラゴンレイス、職業：奏者(バード)、所属：アベスターグ、属性：水
アベスターグ所属の冒険者。フィリアにとって母親のような存在。他者に強力な支援をもたらす竜奏を使う。薬剤調合の専門家でもある。
実はファリドゥーンの監察官(ケンソル)。ファリドゥーンが善悪の判断を誤り暴走しないために監視する役職である。
ガイスト(Geist)
声：笹崎こじろう
身長：193cm、種族：ホーン、職業：狂戦士(バーサーカー)、所属：ベスティア、属性：炎
ラディウスに対して異常な執着を見せるベスティアの戦士。ベスティアでも上位の実力を持ち、アベスターグから奪った大剣「グラムベルグ」を用いて実力のある冒険者達を襲っている。
本名はグイード・ゲントナー。かつてラディウスやファルコと共に過ごしたカーロ一家の次兄。ミーナ、ラディウスと共にベスティアにさらわれた後、二人を庇って改造手術を受け、ルドラとなる。ミーナが改造を受けて死亡、ラディウスが成功しドゥルガーとなったことから、ラディウスが先に改造を受けたとしても自分より弱ければミーナを守れなかったという考えに至り、ラディウスを倒すことに執着するようになる。
ルドラとしての姿は鬼巨人であり、高い蘇生能力を持つ。
ドクトル(Doctor)
声：梅椿鬼
ベスティアの科学者。人体改造の基礎技術をベスティアに持ち込んだ張本人。前作に登場したヴァリアントを生み出した人物でもある。自らもルドラとして改造しており、小動物を操り五感を共有する能力を持つ。目玉の姿をしているが、元は女性。
ロウルートでは一悪役だが、カオスルートでは重要な役割を持つようになる。

## 用語解説
新大陸「エリュシオン」
威竜レヴィアタンの亡骸が大本となってできた新たな大陸。強力で凶暴な魔物が生息し、大厄災(スタンピード)と呼ばれる魔物の大群の暴走と広域竜骸汚染が発生したことから世界で一番危険な場所と言われている。しかし秘宝「竜秘玉」があるとされることから一攫千金を狙う冒険者が多く訪れる。
竜秘玉
最高等級に位置する竜骸で秘宝中の秘宝。膨大なエネルギーを持つとされ、生きている竜の脳内にのみ存在するといわれている。新大陸のどこかに存在するとされているが、未だ発見には至っていない。大竜の卵ともいわれ、新たな大竜を生み出す危険性から利用ではなく破壊しようとしている者達もいる。
アベスターグ
世界でも有数の大ギルド。秘石加工技術においては世界一であり、冒険者のために魔石加工なども行っている。世界平和を目的としており、竜秘玉を大竜を生み出すものとして破壊しようとしている。
ファリドゥーン
人類を守るためにベスティアと戦う組織。アベスターグの一般構成員には精鋭部隊としか知られておらず、誰が構成員か、どのような活動をしているのかなどは明かされていない。実質、アベスターグのためにファリドゥーンがあるのではなく、ファリドゥーンのためにアベスターグがあるという関係である。多くの者は実際にアベスターグに籍を置くが、情報収集のために小規模のギルドに籍を置くものもいる。
ハーミット
世界でも有数の大ギルド。ルナ種を多く取り込んだことで、機械技術に優れている。冒険者のために、武器や防具の販売も行っている。より良い世界世界を創ることを目的としており、竜秘玉を有効活用しようとしている。
ベスティア
人類が滅びた後に救いがあるという終末思想の狂信者達の集団。人類の敵である竜を信奉しており、機神大戦の時は人類でありながら大竜に味方した。高い人体改造技術を持つ。
ドゥルガー
邪竜人とも呼ばれる威竜の眷属でベスティアの最高幹部。人間を遥かに超えた力を持つ。人類としてのいずれか種族の姿と、邪竜人としての二つの姿を持つ。食人欲を持ち、人間を喰らう。同族に対する仲間意識などは皆無で、必要がなければ百年以上接触しないことも珍しくない。対象にあらゆる命令を従わせる呪い「ドラゴン・ギアス」、対象に強い恐怖を植えつける竜の咆哮「ハウリング・メナス」、さらに各個体固有の武技や術式を超えた力「ドラグナム」など、様々な特殊能力を持つ。邪竜人の姿になるとアムリタという赤い擬似秘石が体外に現れ、これを破壊されると一時的に弱体化する。黒の聖母と呼ばれる産卵に特化した竜から生み出される。
機神大戦以前は十八人存在したが、機神大戦で十一人が討ち取られた。現在は生き残った七人、機神大戦後に生まれたシータ、そして唯一の改造ドゥルガーであるラディウスの九人のみである。
ルドラ、ヴァナラ
ベスティアが人体を改造して生まれた人型の魔物。最初の変身で理性を取り戻して人間の姿に戻れたらルドラ、理性を取り戻さず魔物の姿のままだとヴァナラとなる。ドゥルガーと同じく人間を喰らう。ヴァナラは黒、ルドラは白のアムリタを持ち、弱い個体の場合、破壊されればそのまま死ぬこともある。

## ゲームシステム
基本システムは前作と同じだが、変化している点も複数ある。以下は主な変更点である。
- パーティの人数が六人に増え、前衛、後衛が三人ずつとなった。
- 迷宮がランダム生成ではなく固定となった。
- 自由に迷宮に行くことができず、特定の迷宮に行きたい場合はフリークエストを選択する必要がある。
- 厨房で調理した料理を迷宮内で食べることで一度だけHP、MPの完全回復とステータスの上昇を行うことができる。
- ロウルート、カオスルートの二つの分岐があり、どちらに行くかで物語が大きく変化する。
- ロウルートでは武器にギアという特殊な素材を使うことで特定のスキルを使うことができるようになる「カスタムギアシステム」が存在する。
- カオスルートでは敵対するヒロインを捕らえ、陵辱することでその力が使えるようになる「裏娼館システム」が存在する。

## スタッフ
- ディレクター・ゲームデザイン - け〜まる
- 企画 - ninetail
- 原画 - 金目鯛ぴんく
- モンスター原画 - トシぞー、実々みみず
- シナリオ - 内山涼介、青木きりん、け〜まる、和人
- 演出スクリプト - 樋舘誠
- バトルスクリプト - ミスターN
- プログラム - tomsan
- サウンド - 天道紅緒 & Gears of Dragoon管弦楽団
- ムービー - KIZAWAstudio
- CG監修 - トラ
- CG - ちゅるり、るいるい

## 主題歌
オープニングテーマ「Discharger」
作詞・作曲・編曲 - 天道紅緒（ARIEL WAVE） / 歌 - Lemica
エンディングテーマ「Alter Blade」
作詞・作曲・編曲 - 天道紅緒（ARIEL WAVE） / 歌 - RILIA

## 関連商品
- GERAS of DRAGOON original soundtrack -Carbuncle-
  - 2013年1月25日発売、ARIEL WAVE、AWCA-0009